# Neopsylla dispar
Neopsylla dispar är en loppart som beskrevs av Jordan 1932. Neopsylla dispar ingår i släktet Neopsylla och familjen mullvadsloppor.

## Underarter
Arten delas in i följande underarter:
- N. d. dispar
- N. d. fukienensis